# White & Brown Caterthun

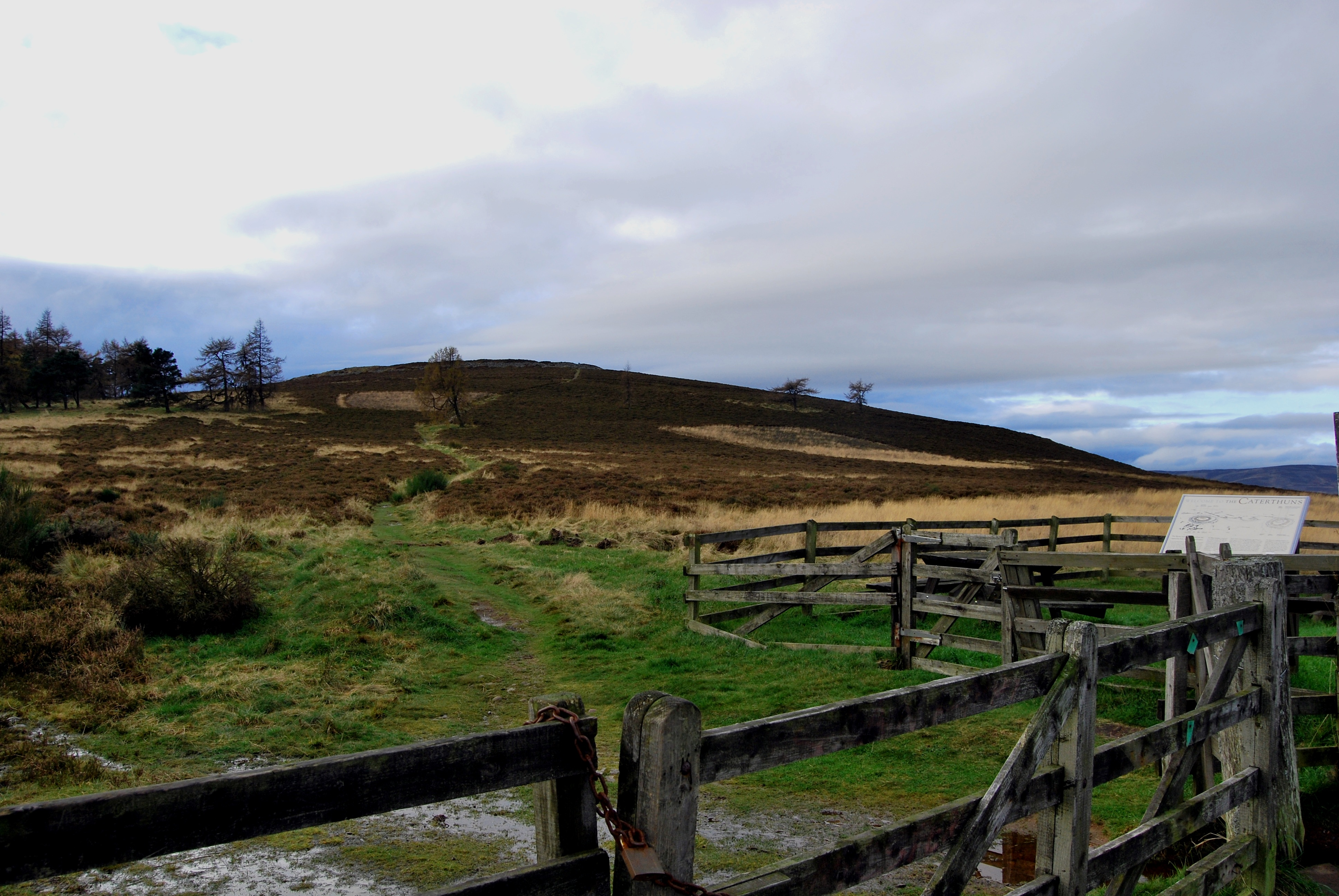
Das White Caterthun wird zunehmend von Heidekraut überwuchert

White & Brown Caterthun bei Brechin in Angus, Schottland, stellen eine Sonderform eisenzeitlicher schottischer Hillforts dar und gehören zu den am besten erhaltenen des Landes. Beide Caterthuns haben bis zu neun Zugänge, die wie die Speichen eines Rades angeordnet sind. Falls diese ursprünglich sind, waren dies kein echten Forts. Teile des Weißen Caterthuns sind mit dem Braunen zeitgenössisch. Es wird jedoch angenommen, dass die Hauptmauer durch die Pikten oder deren Vorläufer in den ersten Jahrhunderten n. Chr. erbaut wurde. Nach der Radiokohlenstoffdatierung scheint das Brown Caterthun in der zweiten Hälfte des ersten Jahrtausends v. Chr. über mehrere Jahrhunderte gebaut und modifiziert worden zu sein.

## White Caterthun
Das White Caterthun (Lage) wird durch eine Menge heller Steine markiert, während das Brown Caterthun (Lage) unter einer dunklen Heide liegt. Die unterschiedlichen Forts liegen 2,6 km voneinander entfernt. Ihre Grundelemente sind jeweils aus Steinen errichtete Hauptwälle mit Außenanlagen, aber das Ausmaß und die Ausführung variieren stark. Das westlich gelegene Weiße Caterthun hat eine Fülle von Steinen, die aus zwei zerfallenen konzentrischen Mauern stammen, die in intaktem Zustand einen imposanten Anblick boten. Die Innenwand war etwa 12 m dick und mehrere Meter hoch und umschloss eine Fläche von etwa 0,7 ha. Nun liegt die Steinmasse auf einem Ring von etwa 30 m Breite verteilt. Ein großer Freiraum im Inneren markiert die Lage einer in den Fels gehauenen Zisterne für die Wasserversorgung. Zwei große Außenerdwerke sind noch sichtbar.

## Brown Caterthun
Das Brown Caterthun ist größer, aber nicht so beeindruckend wie das Weiße. Es hat drei äußere Erdwerke.